# Lellingeria antillensis
Lellingeria antillensis är en stensöteväxtart som först beskrevs av George Richardson Proctor, och fick sitt nu gällande namn av Alan Reid Smith och R. C. Moran. Lellingeria antillensis ingår i släktet Lellingeria och familjen Polypodiaceae. Inga underarter finns listade.